# اس‌اس اسنیفل
اس‌اس اسنیفل ممکن است به یکی از موارد زیر اشاره داشته باشد:
- اس‌اس اسنیفل (۱۸۷۶)
- اس‌اس اسنیفل (۱۹۴۸)